# Cossypha niveicapilla
Cossypha niveicapilla е вид птица от семейство Muscicapidae.

## Разпространение
Видът е разпространен в Ангола, Бенин, Буркина Фасо, Бурунди, Камерун, Централноафриканската република, Чад, Република Конго, Демократична република Конго, Кот д'Ивоар, Етиопия, Габон, Гамбия, Гана, Гвинея, Гвинея-Бисау, Кения, Либерия, Мали, Мавритания, Нигер, Нигерия, Руанда, Сенегал, Сиера Леоне, Южен Судан, Судан, Танзания, Того и Уганда.